# 大湯温泉 黒森ユースホステル
大湯温泉 黒森ユースホステル（おおゆおんせん くろもりユースホステル）は日本ユースホステル協会に加盟していた秋田県のユースホステル。
閉館時点では東北地方で一番古いユースホステルだった。大湯温泉スキー場の施設の一部として公益法人によって建設され、スキー場が閉鎖しても営業を継続していた。平成23年度で公益法人の補助金が打ち切りになり、施設の老朽化もあり、2012年3月31日で閉館した。閉館後も日帰り温泉としての営業は続けるという。

## 設備
以下は閉館時のデータである。
- 大湯温泉街に位置し、YH内の浴槽も掛け流し温泉である。また近隣にも大湯温泉の共同浴場などの日帰り入浴施設がある。
- 個人や小グループに適している
- 駐車場あり
- 駐輪場あり
- 洗濯機あり
- 乾燥機あり
- 荷物預かりあり
- 周辺にスキー場あり

## アクセス
- 花輪線十和田南駅からバス十和田湖、大湯温泉行17分
  - または鹿角花輪駅から大湯温泉行38分
  - または十和田湖からバス十和田南行53分
    - 大湯温泉駅下車 徒歩2分